# Lassallestraße (Wien)

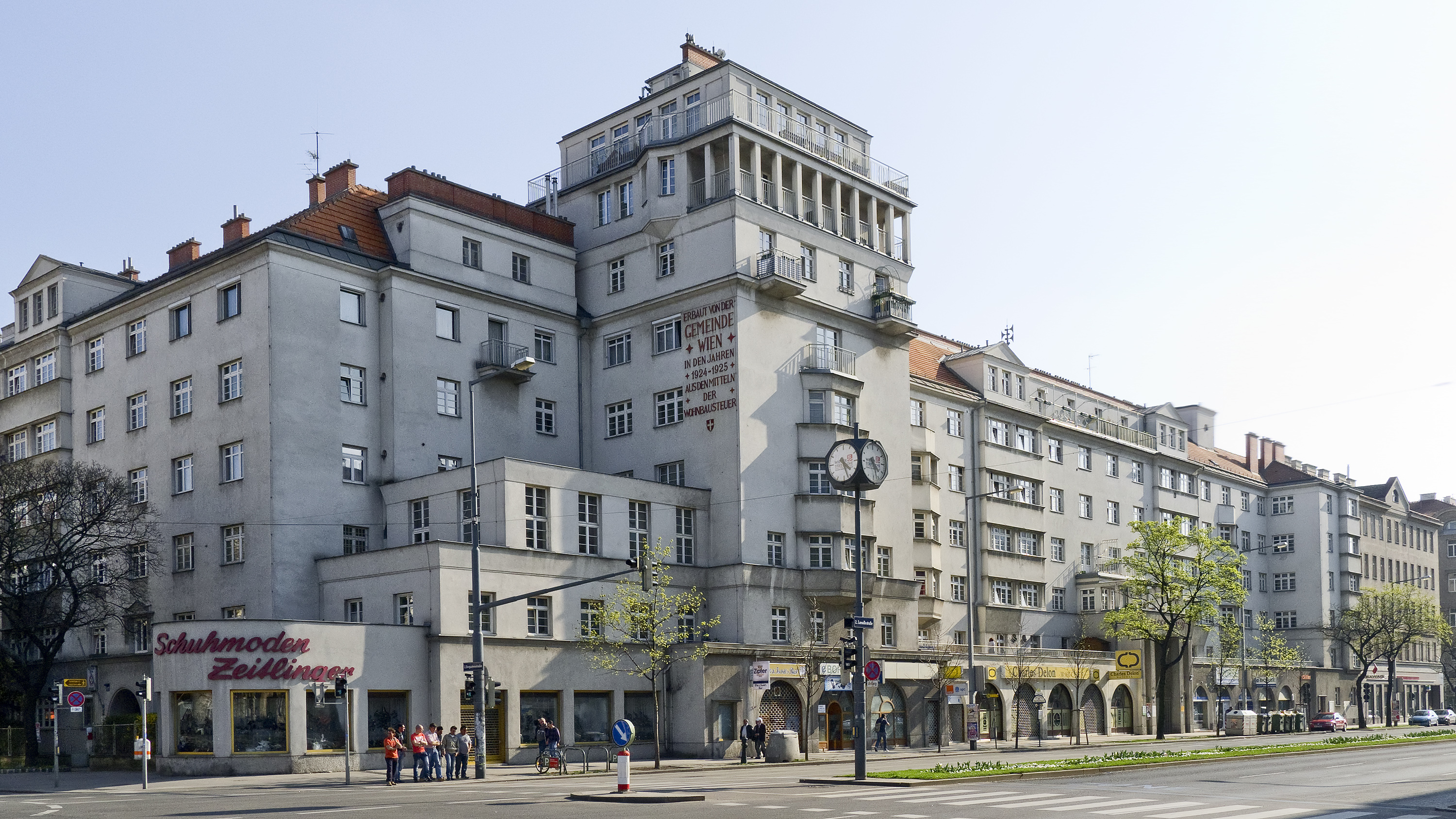
Der an der Lassallestraße gelegene Lassalle-Hof

Die Lassallestraße ist eine Straße im 2. Wiener Gemeindebezirk Leopoldstadt, die den Praterstern mit der Reichsbrücke verbindet.

## Geschichte

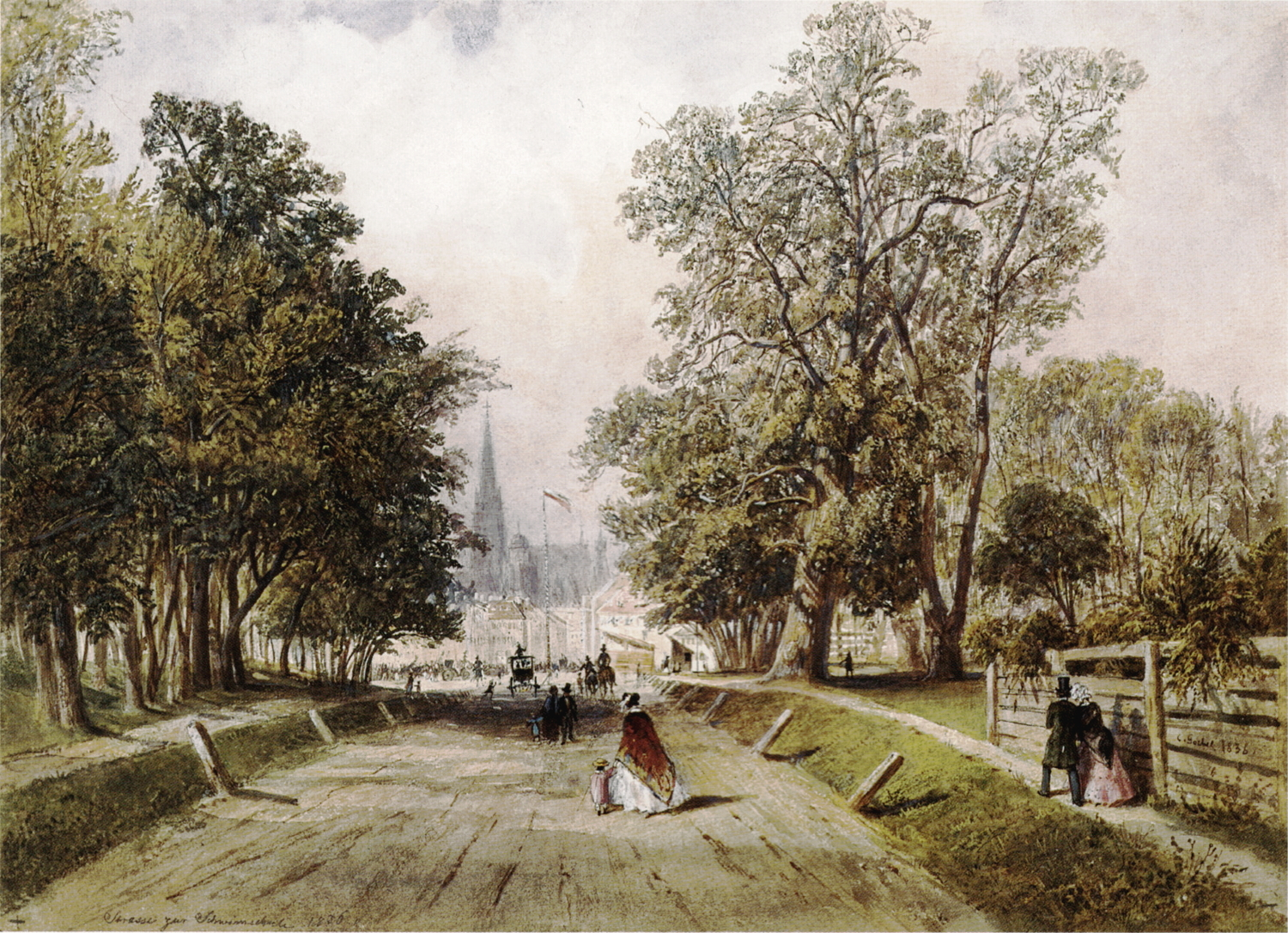
Straße zur Schwimmschule, 1836

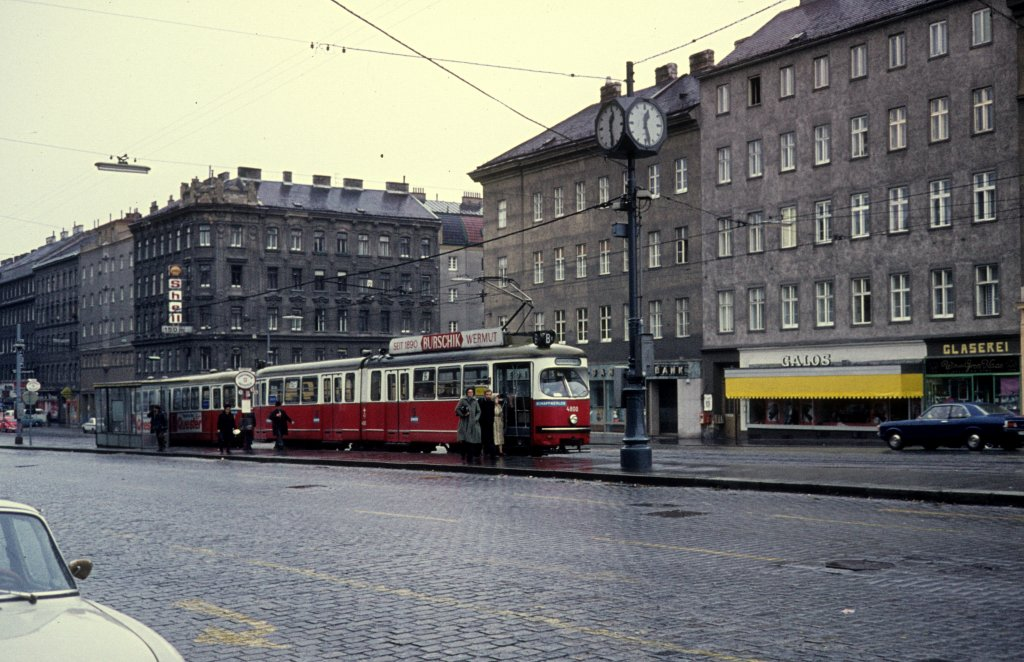
Straßenbahnhaltestelle mit Würfeluhr, vom Mexikoplatz aus gesehen, 1976

Die Straße, nach Felix Czeike im dritten Viertel des 18. Jahrhunderts angelegt, hieß ursprünglich ab ca. 1813 Schwimmschulallee (nach der k.k. Militär- und Zivil-Schwimmschule an der unregulierten Donau). Nach der Donauregulierung bis 1875 und der Errichtung der Reichsbrücke (damals: Kronprinz-Rudolf-Brücke) hieß sie 1876–1919 Kronprinz-Rudolf-Straße, 1919–1934 Lassallestraße, 1934–1949 Reichsbrückenstraße und seit 1949 wieder Lassallestraße.
Der aktuelle Straßenname wurde 1919 vom Roten Wien dem deutschen Schriftsteller und Politiker Ferdinand Lassalle (1825–1864) gewidmet. Als einer der Wortführer der frühen deutschen Arbeiterbewegung gilt er als einer der Gründerväter der aus der SDAP hervorgegangenen SPD. Der 1924 errichtete große Gemeindebau mit der Adresse Lassallestraße 40, Ecke Vorgartenstraße, wurde 1925 Lassalle-Hof benannt. Die Namenswahl erfolgte zu einer Zeit, als die Wiener Sozialdemokratie das Zusammengehen Österreichs mit Deutschland noch als wünschenswert betrachtete.
Vom Praterstern aus gesehen, erstreckte sich an der linken Straßenseite großteils das Nordbahnhofgelände, das parallel zur Absiedlung des Frachtenbahnhofs seit den späten 1980er Jahren sukzessive verbaut wurde und wird. Im nun Nordbahnviertel genannten Stadtteil dominieren entlang der Lassallestraße repräsentative Bürobauten. An die rechte Straßenseite grenzen der Park namens Venediger Au und das vor dem Ersten Weltkrieg angelegte Stuwerviertel.
Die Lassallestraße endet nach fünf Quergassen an der Reichsbrücke beim Mexikoplatz im Zuge der Engerthstraße, wo sich die Brückenrampe bereits in Hochlage befindet. Einen Häuserblock davor besteht die U-Bahn-Station Vorgartenstraße.

## Öffentlicher Verkehr
Die Straße besaß jahrzehntelang dichten Straßenbahnverkehr mit Linien in den 22. Bezirk bzw. zu den Sommerbädern an der Alten Donau. Unter der Straße verläuft seit 1982 die U-Bahn-Linie U1.
Der Straßenbahnverkehr bis 1981 entsprach weitgehend dem in der Praterstraße. (Die Linien A und Ak hatten als Ziel die Ausstellungsstraße, B und Bk die Reichsbrücke / Lassallestraße).